# Luna (gruppo musicale)
I Luna sono un gruppo dream pop statunitense formati nel 1991 sulle ceneri dei Galaxie 500 e scioltisi nel 2005 con l'ultimo concerto il 28 febbraio al Bowery Ballroom a New York. Lo stile del gruppo è una diretta continuazione del suono dei Galaxie 500, le melodie sono meno cupe e più solari.
Dean Wareham (chitarra, voce), dopo lo scioglimento dei Galaxie 500 pubblica da solista l'EP Anesthesia per la Elektra. Il lavoro viene apprezzato tanto che lo spinge a formare un nuovo gruppo, forma così i Luna con Stanley Demeski (batteria, The Feelies) e Justin Harwood (basso, The Chills).
Con questa formazione il gruppo pubblica il primo album, Lunapark nel 1992 edito dall'Elektra Records; visto che esisteva un musicista new-age chiamato Luna per evitare problemi legali il disco è uscito a nome Luna², poco dopo ci fu un accordo con l'artista e così gli album successivi uscirono come Luna.
Nel 1993 si unì al gruppo un secondo chitarrista, Sean Eden. In questo periodo fecero da supporto al tour dei riformati Velvet Underground, in questo contesto nacque il secondo disco Bewitched che vide la partecipazione del chitarrista dei Velvet Sterling Morrison ed è considerato il miglior album del gruppo .
Il terzo album Penthouse prodotto da Pat McCarthy a New York con l'apporto strumentale di Tom Verlaine in 2 brani, mitico chitarrista dei Television. Il disco venne accolto molto favorevolmente tanto da essere incluso dalla rivista Rolling Stone tra i dischi indispensabili degli anni 90.
Dall'album venne estratto il singolo Bonnie & Clyde, cover del famoso brano di Serge Gainsbourg che divenne singolo della settimana per il Melody Maker.
Nel 1999 poco prima della pubblicazione del 5 album la Elektra sciolse il contratto con il gruppo, firmarono quindi per l'etichetta indipendente "Jericho".
Nel 2000 il bassista Harwood venne sostituito da Britta Phillips dei The Belltower. Gli album successivi non aggiunsero nulla al gruppo che si sciolse nel 2005; nel frattempo Wareham e la Phillips divennero coppia nella vita, sposandosi nel 2007.
Dieci anni dopo, nel 2017, il gruppo si riunisce per dare alle stampe, digitali e non, un album di cover, "A sentimental education".

## Album

### Album studio
- 1992 - Lunapark
- 1994 - Bewitched
- 1995 - Penthouse
- 1997 - Pup Tent
- 1999 - The Days of Our Nights
- 2002 - Romantica
- 2004 - Rendezvous
- 2017 - A Sentimental Education

### Dal vivo
- 2001 - Luna Live

### Raccolte
- 2006 - Best of Luna + Lunafied (download digitale come bonus disc)

## EP
- 1993 - Slide
- 1996 - EP
- 1997 - EP (uscito solo in Australia)
- 2002 - Close Cover Before Striking